# Tetracaína
Tetracaina es un anestésico local que se utiliza principalmente en forma de gotas en oftalmología o tópicamente en piel. Es uno de los fármacos incluidos en la lista de medicamentos esenciales de la Organización Mundial de la Salud.

## Farmacología
Dentro de los anestésicos locales pertenece al grupo de los aminoésteres, por lo que está emparentado con otros fármacos de la misma familia farmacológica, entre ellos benzocaína y procaína.

## Indicaciones
Se utiliza habitualmente como anestésico tópico en la piel o en forma de gotas en oftalmología. También en lubricantes urológicos. Apenas se emplea en otros tipos de anestesia como anestesia epidural por su capacidad de producir reacciones alérgicas de tipo anafiláctico.